# Goorloop (Noord-Brabant)
De Goorloop is een beek die bij Mierlo ontspringt en bij Boerdonk in de Aa uitmondt.
De Goorloop ontspringt in het natuurgebied Sang en Goorkens ten zuidoosten van Mierlo. Aan de grens van dit gebied verenigt zij zich met de Vleutloop, die hier ook ontspringt. Vervolgens gaat de Goorloop met een duiker onder het Eindhovens Kanaal door, stroomt tussen Helmond en Stiphout door en passeert het Wilhelminakanaal tussen Lieshout en Aarle-Rixtel. Daarna stroomt de Goorloop aan de westkant langs Beek en Donk. Daar komt zij samen met de Heieindse Loop, een beekje dat bij Mariahout ontspringt. Van hieraf tot de uitmonding in de Aa heet het riviertje Boerdonkse Aa. Deze gaat ook onder de Zuid-Willemsvaart door.
De Goorloop is ontstaan (na de aanleg van de Zuid-Willemsvaart) uit een deel, genaamd Goorloop, dat via Goor naar de Aa stroomde en een deel, genaamd Mierle, dat rond kasteel Croy (tussen Stiphout en Aarle-Rixtel) de huidige Goorloop volgde.
De oude Mierle (voor de aanleg van de Zuid-Willemsvaart) stroomde destijds van Boerdonk naar Erp, waar het in de Aa samenkwam. Tegenwoordig loopt de stroom via de Boerdonkse Aa, waar het halverwege tussen Gemert en Erp in de Aa stroomt.